# Râul Clocociov
Râul Clocociov sau Valea Clocociov este un mic curs de apă, care traversează partea centrală a municipiului Slatina, și se varsă în Râul Olt. Albia râului este casetată pe o lungime de 0,9 km.